# Monts Kaimanawa
Pour les articles homonymes, voir Kaimanawa.
Les monts Kaimanawa sont un massif de montagnes situé dans le centre de l'île du Nord en Nouvelle-Zélande. Ils s'étendent sur 50 km dans une direction nord-est / sud-ouest à travers un pays largement inhabité au sud du lac Taupo. Il fait partie du plateau volcanique de l'île du Nord.

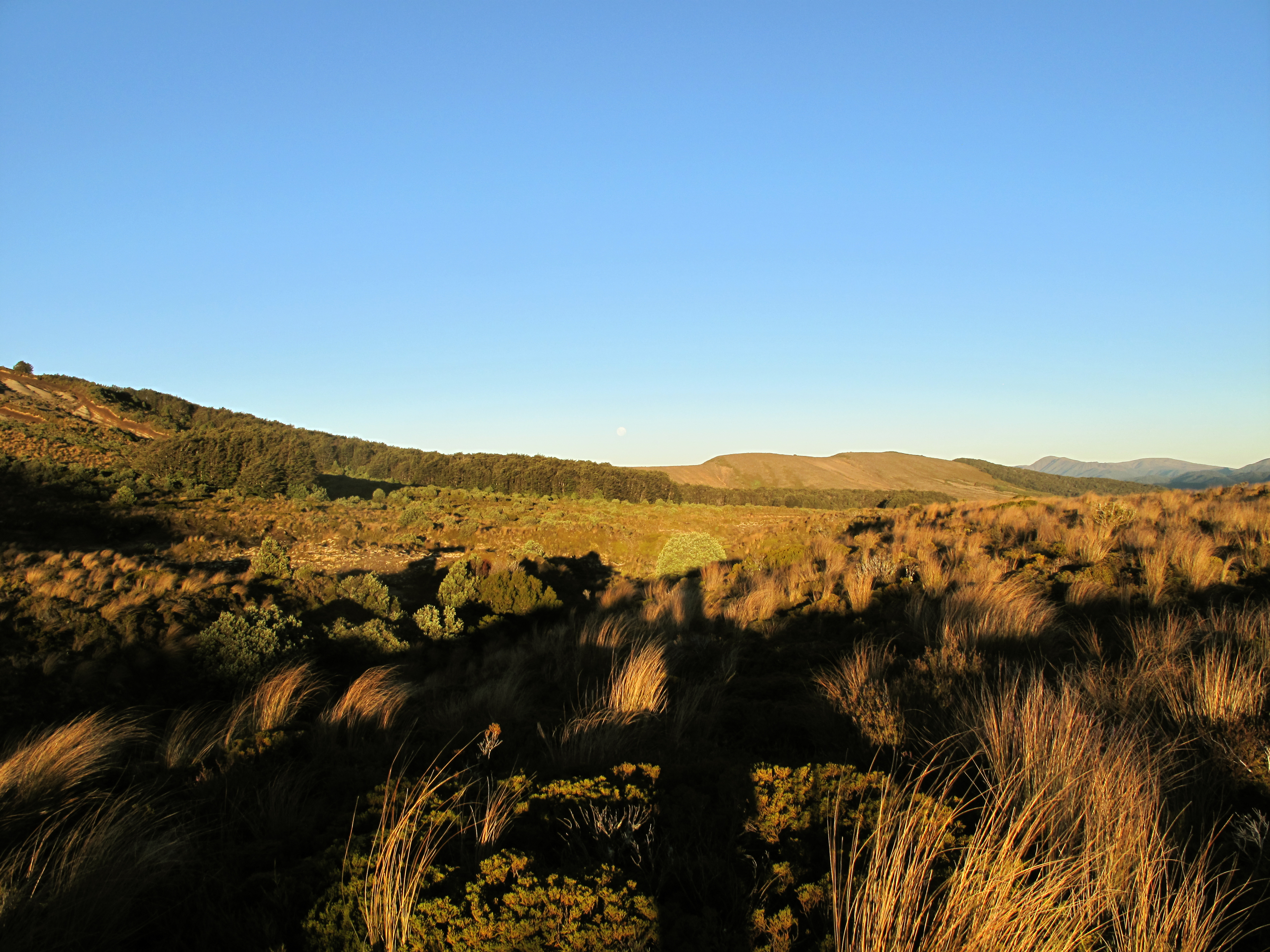
Coucher de soleil sur les monts Kaimanawa.